# Moravský Písek
Moravský Písek (německy Mährisch Pisek) je obec v okrese Hodonín v Jihomoravském kraji. Leží 5,5 kilometru severozápadně od Veselí nad Moravou. Žije zde přibližně 2 000 obyvatel. Sousedními obcemi sídla jsou Polešovice, Ořechov, Uherský Ostroh, Veselí nad Moravou, Bzenec a Domanín. Jedná se o vinařskou obec ve vinařské oblasti Morava, podoblasti Slovácké (viniční tratě Hučnice, Novosady).

## Historie
První písemná zmínka o obci je z června roku 1300 (de Arena), kdy majitel panství Rubert de Arena (z Písku) je uveden na darovací listině Velislava z Ořechova velehradskému klášteru. V roce 1415 je Moravský Písek uváděn v majetku rodu Šternberků z Veselí.

## Obyvatelstvo
| Rok            | 1869  | 1880  | 1890  | 1900  | 1910  | 1921  | 1930  | 1950  | 1961  | 1970  | 1980  | 1991  | 2001  | 2011  | 2021  |
| -------------- | ----- | ----- | ----- | ----- | ----- | ----- | ----- | ----- | ----- | ----- | ----- | ----- | ----- | ----- | ----- |
| Počet obyvatel | 1 188 | 1 422 | 1 490 | 1 759 | 1 924 | 2 061 | 2 059 | 2 132 | 2 374 | 2 274 | 2 238 | 2 143 | 2 148 | 2 090 | 1 953 |
| Počet domů     | 212   | 240   | 262   | 297   | 336   | 354   | 471   | 546   | 554   | 573   | 622   | 671   | 693   | 695   | 721   |

## Obecní správa

### Obecní symboly
Znak a vlajka byly obci uděleny rozhodnutím předsedy Poslanecké sněmovny Parlamentu České republiky dne 14. ledna 2000.

## Doprava
Vesnice leží na železniční trať Přerov–Břeclav na které leží stejnojmenná stanice na území se nachází ještě zastávka Moravský Písek zastávka, železniční trati Bzenec – Moravský Písek, silnici I/54, silnici II/427 a silnici II/495. Obsluhují jí vlakové spoje linky R56, S6 a S61 a autobusové spoje linky 934 ty jsou zaintegrovány v IDS JMK.

## Pamětihodnosti
- Kostel svaté Anny
- Socha svatého Jana Nepomuckého

## Osobnosti
- Tomáš Vybíral (1911–1981), pilot 312. československé stíhací perutě RAF, letecké eso
- Josef Nejezchleba (1916–1942), pilot 311. československé bombardovací perutě, v roce 1991 získal hodnost plukovníka in memoriam[10]

## Galerie

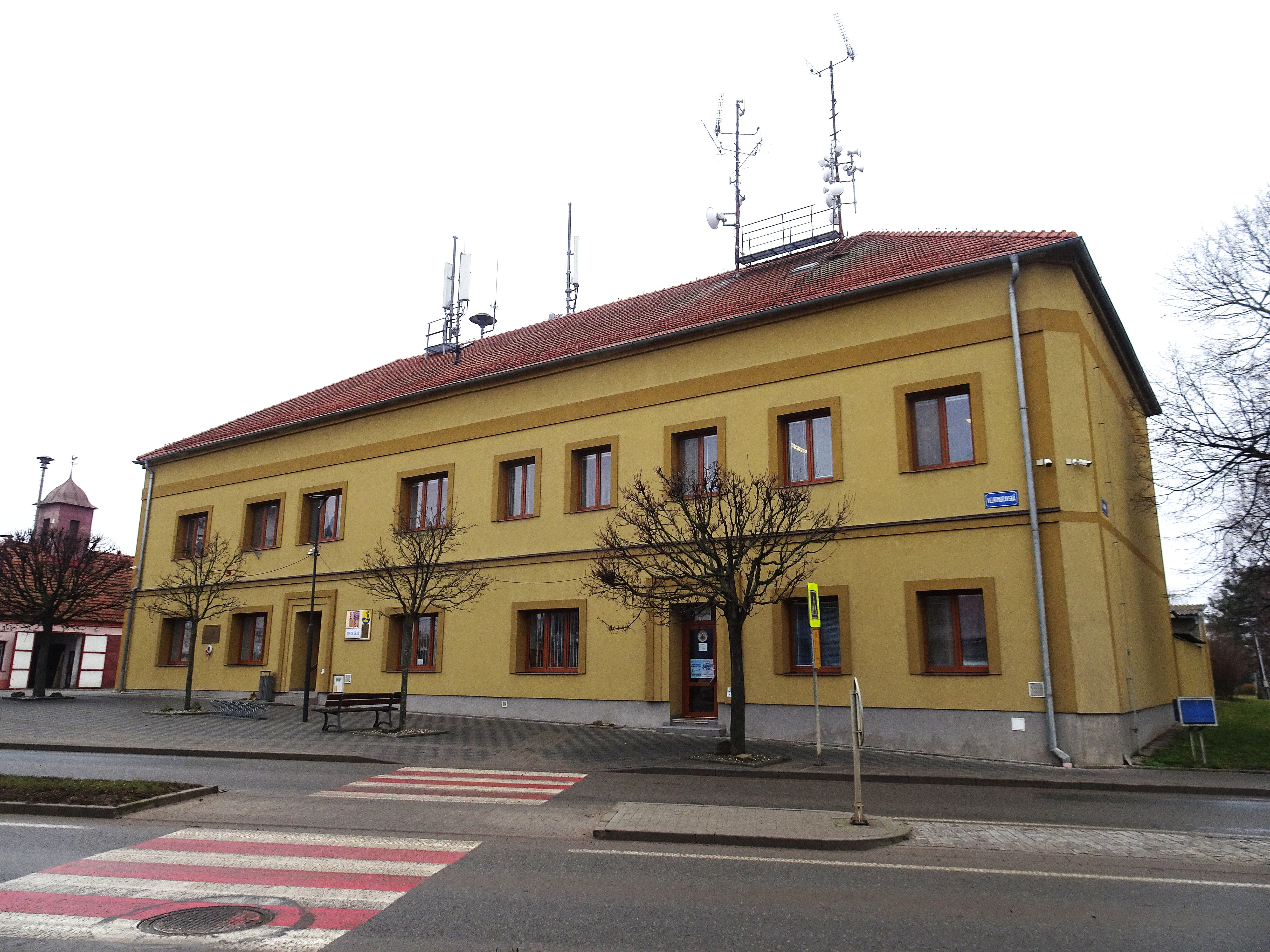
Obecní úřad
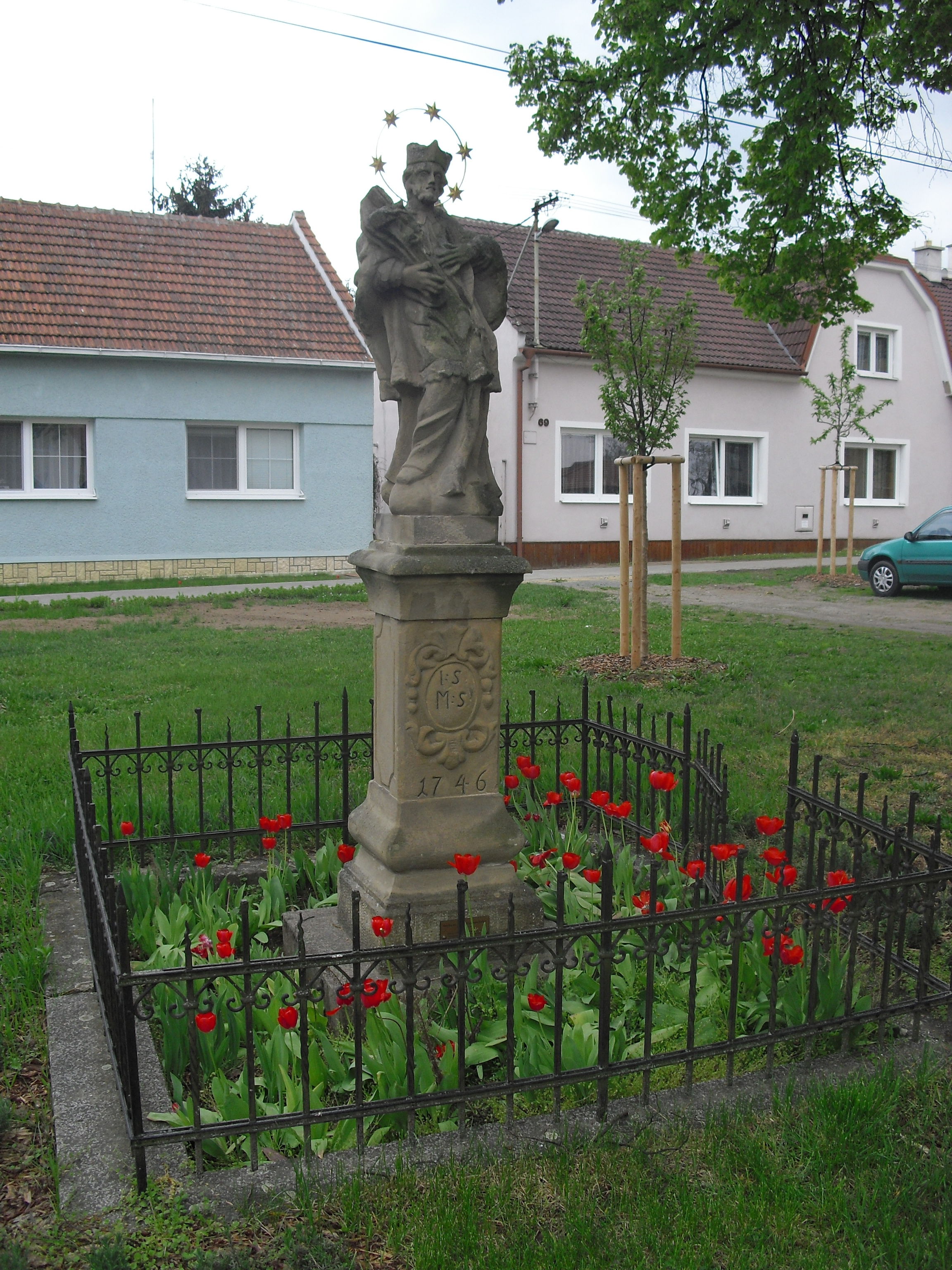
Památkově chráněná socha svatého Jana Nepomuckého z roku 1746
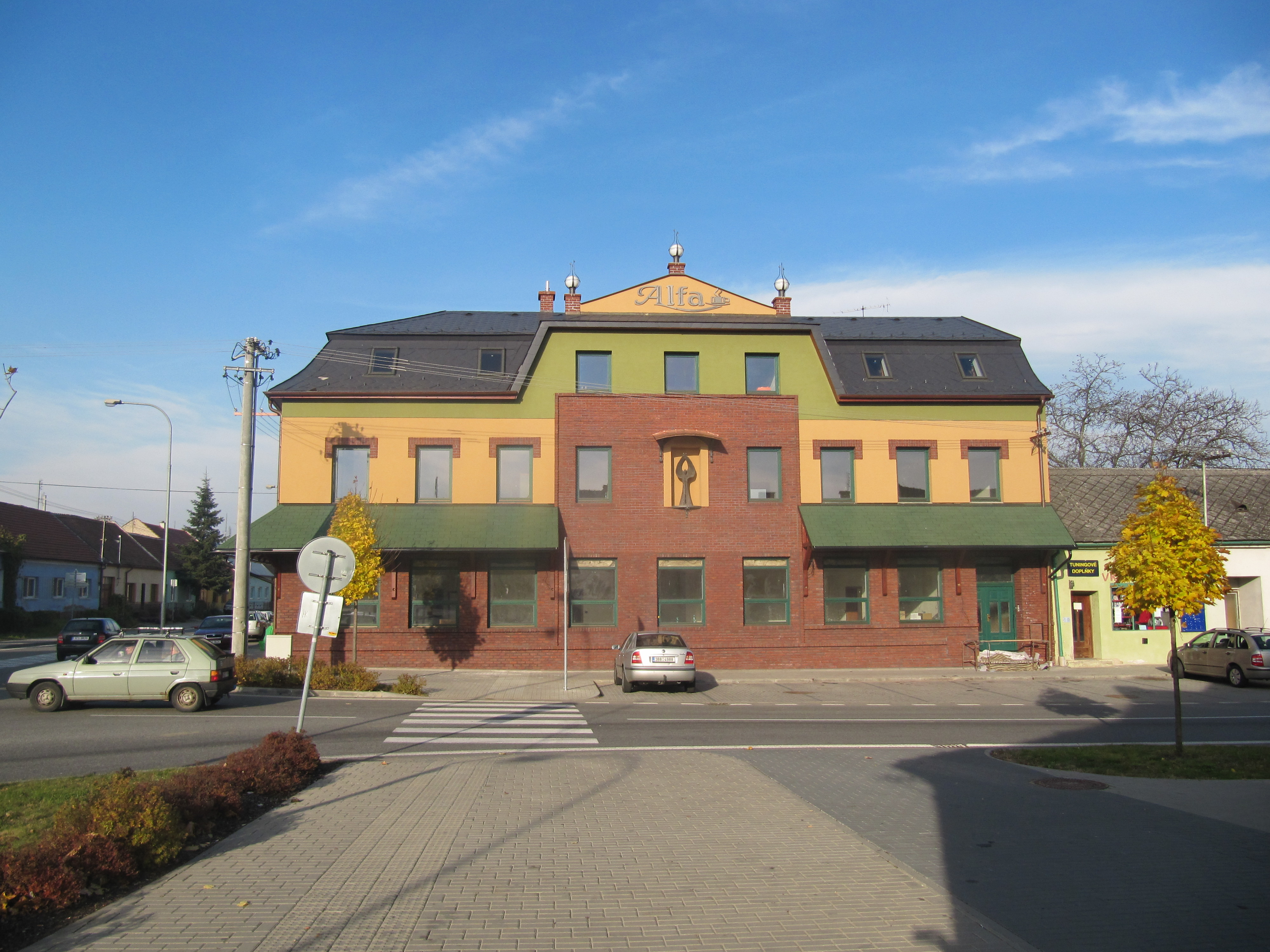
Restaurace Alfa
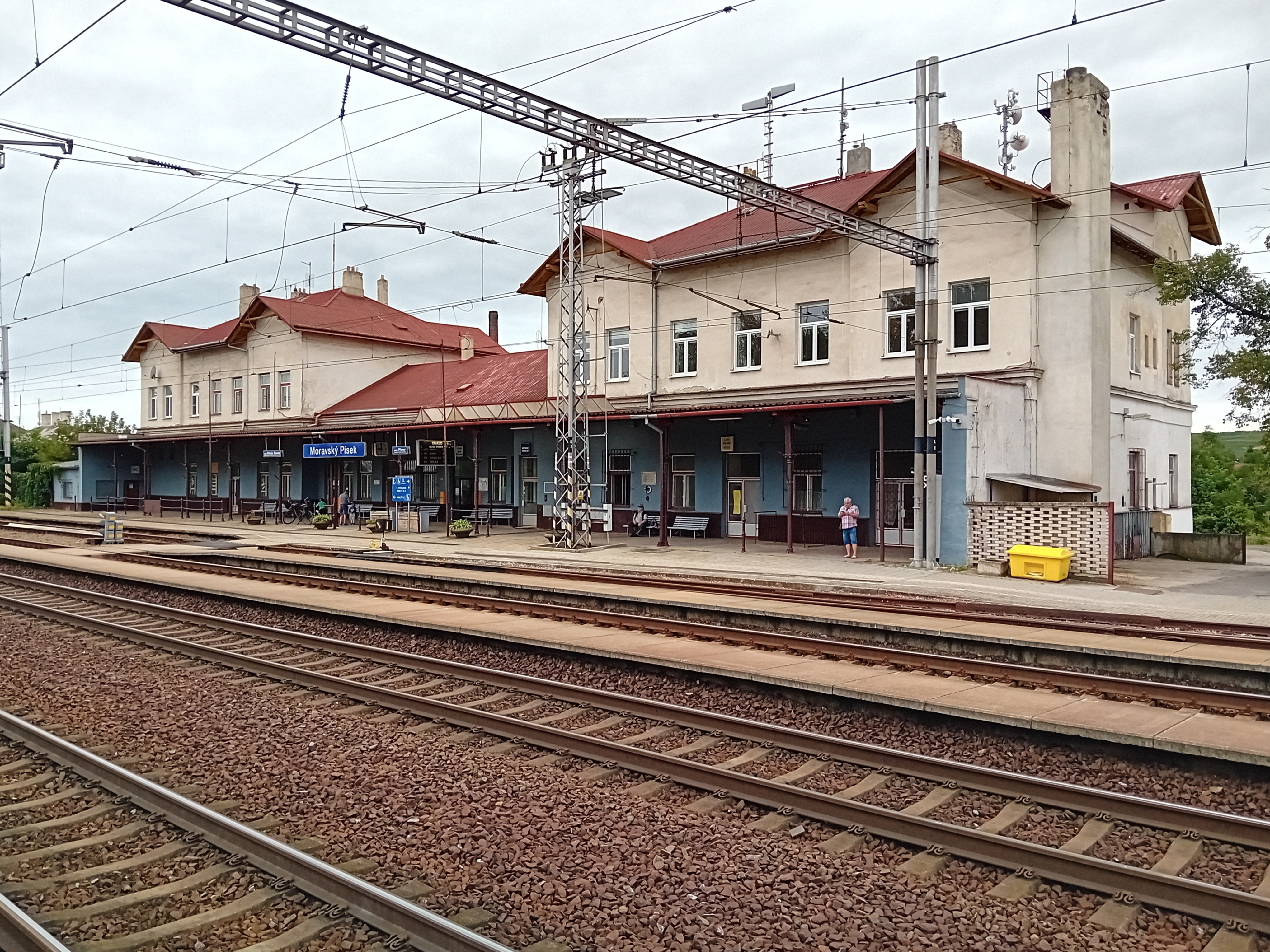
Železniční stanice